# Триб'яно
Триб'яно (італ. Tribiano) — муніципалітет в Італії, у регіоні Ломбардія, метрополійне місто Мілан.
Триб'яно розташований на відстані близько 470 км на північний захід від Рима, 16 км на схід від Мілана.
Населення — 3501 особа (2014).

## Демографія
Населення за роками:

Станом на 1 січня 2023 року в муніципалітеті офіційно проживало 238 іноземців з 33 країн, серед них 102 громадяни країн Євросоюзу та 9 громадян України.

## Сусідні муніципалітети
- Кольтурано
- Дрезано
- Меділья
- Мулаццано
- Паулло